# Kartaly
Kartaly (russisch Карталы) ist eine Stadt in der Oblast Tscheljabinsk (Russland) mit 26.679 Einwohnern (2023).

## Geografie
Die Stadt liegt am Westrand des Westsibirischen Tieflandes, östlich des Südlichen Urals, etwa 260 km südwestlich der Oblasthauptstadt Tscheljabinsk am Karataly-Ajat, einem linken Nebenfluss des Tobol im Flusssystem des Ob.
Kartaly ist der Oblast administrativ direkt unterstellt und zugleich Verwaltungszentrum des gleichnamigen Rajons.
In der Stadt kreuzen sich die Eisenbahnstrecken Tscheljabinsk–Troizk–Orsk und Ufa–Magnitogorsk–kasachische Grenze.

## Geschichte
Eine Siedlung an Stelle der heutigen Stadt entstand 1810 und wurde nach dem Fluss benannt (abgeleitet von den turksprachigen Worten für schwarze Weide).
Während des Ersten Weltkriegs wurde mit dem Bau der Eisenbahnstrecke Tscheljabinsk–Orsk durch den Ort begonnen. Mit der Unterbrechung des Baus infolge der Wirren der Russischen Revolution 1917 wurde Kartaly provisorischer Endpunkt der Strecke. Bis 1930 wurde die Strecke fertiggestellt und Kartaly zugleich zum Ausgangspunkt der Zweigstrecke zum neuen Metallurgischen Kombinat im 100 Kilometer westlich gelegenen Magnitogorsk. 1933 erhielt der Ort den Status einer Siedlung städtischen Typs. Die Bedeutung als Eisenbahnknotenpunkt wuchs weiter mit dem Bau der Strecke in Richtung Kasachstan ab Ende der 1930er Jahre (1943 bis Akmolinsk eröffnet), sodass dem Ort am 17. April 1944 Stadtrechte verliehen wurde.

### Poltawka
Die Siedlung wurde in den 1830er Jahren am nordwestlichen Ufer des Karataly-Ajat als Posten № 6 der Orenburger Kosakenarmee im Nowolineiny rajon ("Neue Linie") gegründet. 1843 erhielt der Militärposten in Erinnerung an die Schlacht bei Poltawa (27. Juni 1709, Großer Nordischer Krieg) den Namen   1820 als Poltawskaja (Полтавская), später verkürzt zu Poltawka (Полтавка).
1939 erfolgte die Eingemeindung der Siedlung nach Kartaly.

### Bevölkerungsentwicklung
| Jahr | Einwohner | Anmerkung                            |
| ---- | --------- | ------------------------------------ |
| 1939 | 17.655    | davon Kartaly 13.707, Poltawka 3.948 |
| 1959 | 33.917    |                                      |
| 1970 | 42.801    |                                      |
| 1979 | 38.905    |                                      |
| 1989 | 37.132    |                                      |
| 2002 | 29.908    |                                      |
| 2010 | 29.131    |                                      |

Anmerkung: Volkszählungsdaten

## Wirtschaft
In der Stadt gibt es neben Einrichtungen des Eisenbahnbetriebes (Depot, Reparaturwerk) Betriebe der Bauwirtschaft, des Maschinenbaus (Ersatzteile für Landmaschinen) und der Textilindustrie (Teppiche).

## Verkehr
Im Bahnhof von Kartalyk kreuzen die Südsibirische Eisenbahn und die Bahnstrecke Tscheljabinsk–Orenburg.